# Euthalia aphidas
Euthalia aphidas är en fjärilsart som beskrevs av William Chapman Hewitson 1862. Euthalia aphidas ingår i släktet Euthalia och familjen praktfjärilar. Inga underarter finns listade i Catalogue of Life.